# Paris Masters 2015 - Qualificazioni singolare
Le qualificazioni del singolare del Paris Masters 2015 sono state un torneo di tennis preliminare per accedere alla fase finale della manifestazione. I vincitori dell'ultimo turno sono entrati di diritto nel tabellone principale. In caso di ritiro di uno o più giocatori aventi diritto a questi sono subentrati i lucky loser, ossia i giocatori che hanno perso nell'ultimo turno ma che avevano una classifica più alta rispetto agli altri partecipanti che avevano comunque perso nel turno finale.

## Teste di serie
1. Aljaž Bedene (qualificato)
2. Donald Young (primo turno)
3. Tejmuraz Gabašvili (ultimo turno, Lucky loser)
4. Federico Delbonis (primo turno)
5. Robin Haase (primo turno)
6. Albert Ramos Viñolas (primo turno)

1. Jerzy Janowicz (ultimo turno)
2. Sergiy Stakhovsky (primo turno)
3. Lukáš Rosol (qualificato)
4. Pablo Carreño Busta (qualificato)
5. Marcel Granollers (qualificato)
6. Daniel Gimeno Traver (primo turno)

## Qualificati
1. Aljaž Bedene
2. Marcel Granollers
3. Lukáš Rosol

1. Pablo Carreño Busta
2. Édouard Roger-Vasselin
3. Dušan Lajović

### Lucky Loser
1. Tejmuraz Gabašvili

## Tabellone

### Legenda
| - Q = Qualificato - WC = Wild card - LL = Lucky loser | - ALT = Alternate - SE = Special Exempt - PR = Protected Ranking | - w/o = Walkover - r = Ritirato - d = Squalificato |

### Sezione 1
|  | Primo turno | Primo turno      | Primo turno      | Primo turno | Primo turno |  |  | Ultimo turno | Ultimo turno   | Ultimo turno | Ultimo turno | Ultimo turno |  |
|  |             |                  |                  |             |             |  |  |              |                |              |              |              |  |
|  | 1           | Aljaž Bedene     | Aljaž Bedene     | 7           | 7           |  |  |              |                |              |              |              |  |
|  | WC          | Grégoire Barrère | Grégoire Barrère | 62          | 65          |  |  | 1            | Aljaž Bedene   | 63           | 6            | 7            |  |
|  |             | Ivan Dodig       | 5                | 6           | 3           |  |  | 7            | Jerzy Janowicz | 7            | 2            | 5            |  |
|  | 7           | Jerzy Janowicz   | 7                | 3           | 6           |  |  |              |                |              |              |              |  |

### Sezione 2
|  | Primo turno | Primo turno       | Primo turno       | Primo turno | Primo turno |  |  | Ultimo turno | Ultimo turno      | Ultimo turno      | Ultimo turno | Ultimo turno |  |
|  |             |                   |                   |             |             |  |  |              |                   |                   |              |              |  |
|  | 2           | Donald Young      | 4                 | 0           | r           |  |  |              |                   |                   |              |              |  |
|  |             | Kenny de Schepper | 6                 | 2           |             |  |  |              | Kenny de Schepper | Kenny de Schepper | 4            | 4            |  |
|  | WC          | Quentin Halys     | Quentin Halys     | 4           | 4           |  |  | 11           | Marcel Granollers | Marcel Granollers | 6            | 6            |  |
|  | 11          | Marcel Granollers | Marcel Granollers | 6           | 6           |  |  |              |                   |                   |              |              |  |

### Sezione 3
|  | Primo turno | Primo turno        | Primo turno        | Primo turno | Primo turno |  |  | Ultimo turno | Ultimo turno       | Ultimo turno | Ultimo turno | Ultimo turno |  |
|  |             |                    |                    |             |             |  |  |              |                    |              |              |              |  |
|  | 3           | Tejmuraz Gabašvili | Tejmuraz Gabašvili | 6           | 6           |  |  |              |                    |              |              |              |  |
|  |             | Íñigo Cervantes    | Íñigo Cervantes    | 3           | 3           |  |  | 3            | Tejmuraz Gabašvili | 6            | 3            | 67           |  |
|  |             | Radu Albot         | Radu Albot         | 3           | 3           |  |  | 9            | Lukáš Rosol        | 3            | 6            | 7            |  |
|  | 9           | Lukáš Rosol        | Lukáš Rosol        | 6           | 6           |  |  |              |                    |              |              |              |  |

### Sezione 4
|  | Primo turno | Primo turno         | Primo turno         | Primo turno | Primo turno |  |  | Ultimo turno | Ultimo turno        | Ultimo turno        | Ultimo turno | Ultimo turno |  |
|  |             |                     |                     |             |             |  |  |              |                     |                     |              |              |  |
|  | 4           | Federico Delbonis   | 65                  | 6           | 5           |  |  |              |                     |                     |              |              |  |
|  |             | Rajeev Ram          | 7                   | 3           | 7           |  |  |              | Rajeev Ram          | Rajeev Ram          | 4            | 0            |  |
|  |             | Michael Berrer      | Michael Berrer      | 2           | 5           |  |  | 10           | Pablo Carreño Busta | Pablo Carreño Busta | 6            | 6            |  |
|  | 10          | Pablo Carreño Busta | Pablo Carreño Busta | 6           | 7           |  |  |              |                     |                     |              |              |  |

### Sezione 5
|  | Primo turno | Primo turno            | Primo turno        | Primo turno | Primo turno |  |  | Ultimo turno | Ultimo turno           | Ultimo turno | Ultimo turno | Ultimo turno |  |
|  |             |                        |                    |             |             |  |  |              |                        |              |              |              |  |
|  | 5           | Robin Haase            | Robin Haase        | 3           | 4           |  |  |              |                        |              |              |              |  |
|  |             | Jan-Lennard Struff     | Jan-Lennard Struff | 6           | 6           |  |  |              | Jan-Lennard Struff     | 7            | 2            | 1            |  |
|  | WC          | Édouard Roger-Vasselin | 4                  | 6           | 6           |  |  | WC           | Édouard Roger-Vasselin | 65           | 6            | 6            |  |
|  | 8           | Sergiy Stakhovsky      | 6                  | 4           | 3           |  |  |              |                        |              |              |              |  |

### Sezione 6
|  | Primo turno | Primo turno          | Primo turno          | Primo turno | Primo turno |  |  | Ultimo turno | Ultimo turno       | Ultimo turno       | Ultimo turno | Ultimo turno |  |
|  |             |                      |                      |             |             |  |  |              |                    |                    |              |              |  |
|  | 6           | Albert Ramos Viñolas | Albert Ramos Viñolas | 3           | 2           |  |  |              |                    |                    |              |              |  |
|  | WC          | Paul-Henri Mathieu   | Paul-Henri Mathieu   | 6           | 6           |  |  | WC           | Paul-Henri Mathieu | Paul-Henri Mathieu | 3            | 3            |  |
|  |             | Dušan Lajović        | 7                    | 2           | 6           |  |  |              | Dušan Lajović      | Dušan Lajović      | 6            | 6            |  |
|  | 12          | Daniel Gimeno Traver | 62                   | 6           | 2           |  |  |              |                    |                    |              |              |  |